# Parc provincial Craigleith
Le parc provincial Craigleith (anglais : Craigleith Provincial Park) est un parc provincial de l'Ontario (Canada) situé à The Blue Mountains (en). Le parc a pour mission de protéger une plage de schiste bitumineux.